# Rhamphomyia sulcata
Rhamphomyia sulcata là một loài ruồi, trong họ Empididae. Nó được tìm thấy ở hầu hết châu Âu, ngoại trừ bán đảo Balkan.

## Hình ảnh

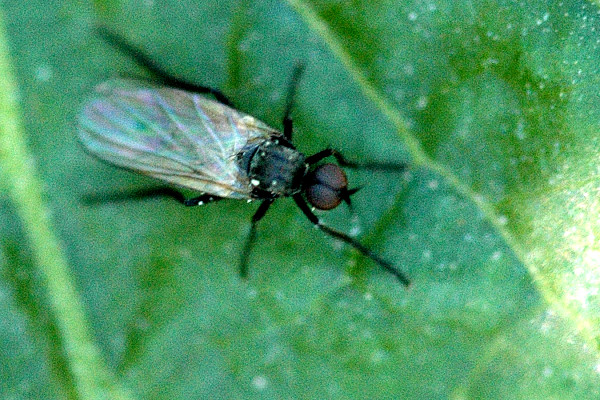
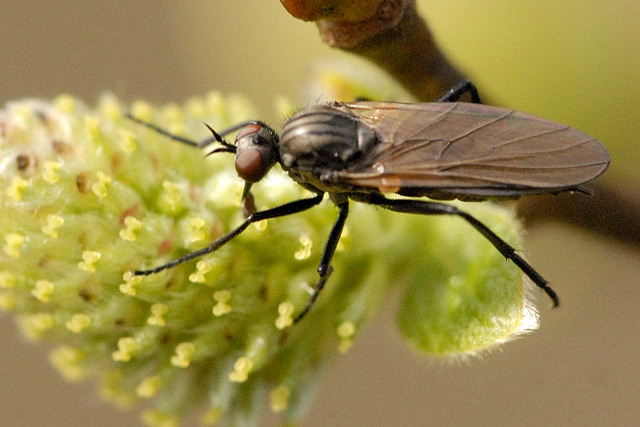